# Volška trgovska pot
V srednjem veku je Volška trgovska pot povezala severno Evropo in severozahodno Rusijo s Kaspijskim jezerom, preko reke Volge. Kijevska Rusija je uporabljala to pot za trgovino z muslimanskimi državami na južnih obalah Kaspijskega jezera, včasih celo do Bagdada. Pot je hkrati delovala s trgovsko potjo po Dnepru, bolj znana kot trgovska pot od Varjagov do Grkov in izgubila svoj pomen v 11. stoletju.

## Ustanovitev
Volško trgovsko pot so vzpostavili Varjagi (Vikingi), ki so se naselili v severozahodni Rusiji v začetku 9. stoletja. Približno deset kilometrov južno od izliva reke Volkhov v Ladoško jezero, so ustanovili naselje imenovano Ladoga (staronordijsko: Aldeigjuborg). Arheološki dokazi kažejo trgovinske dejavnosti Vajragov vzdolž Volške trgovske poti že konec 8. stoletja. Najzgodnejše odkritje in najbogatejše najdbe arabskih kovancev v Evropi na ozemlju današnje Rusije, so zlasti ob Volgi, pri Timerevu, v okrožju Jaroslavelj. Najdba kovancev pri Petergofu, v bližini Sankt Peterburga, vsebuje dvajset kovancev z napisi v arabščini, turške (verjetno kazarske) rune, grške in staronordijske rune, slednje predstavljajo več kot polovico vseh. Ti kovanci so sasanidski, arabski in arabsko-sasanidski dirhami, zadnji izmed njih je datiran v 804-805. Po proučitvi glavne najdbe arabskih kovancev v Vzhodni Evropi, je Valentin Janin prepričljivo zaključil, da je prvi denarni sistem zgodnje Rusije temeljil na zgodnji vrsti dirham, skovanih v Afriki.

## Delovanje
Od Aldeigjuborga, bi Vajragi potovali do reke Volhov do Novgoroda, nato pa do Ilmenskega jezera in naprej vzdolž reke Lovat. Svoje čolne so morali prenesti okoli 3 kilometre, da so dosegli vir Volge. Trgovci so prenašali krzno, med in sužnje prek ozemlja v posesti Fincev in Permskih plemen po toku navzdol, v deželo Volška Bolgarija. Od tam so nadaljevali po Volgi v Hazarski kaganat, katerega glavno mesto Atil je bilo središče na obali Kaspijskega jezera. Od Atila so varjaški trgovci potoval čez jezero in se pridružili karavanski poti, ki je vodila do Bagdada.
Okoli leta 885-886 je perzijski geograf Ibn Khordadbeh pisal o varjaških trgovcih, ki so prinašali blago iz severne Evrope in severozahodne Rusije v Bagdad:
 [Oni] prevažajo bobrove kože, kožuhe črne lisice in meče iz najbolj oddaljenega dela Saqaliba do morja Rum (tj., Črno morje). Vladar Ruma (tj, bizantinskega cesarstva) vzame od njih desetino. Če želijo, gredo po reki Tnys (t. j., "Tanais", grško ime reke Don), Yitil (tj., Itil, starodavno ime Volge) ali Tin (različno opredeljen kot Don ali Seversky Donets), reka Saqalibe. Potujejo v Kamlij, mesto v Hazari, katerega vladar vzame od njih desetino. Potem potujejo do morja Jurjan (Kaspijsko jezero) in izstopijo na kateri koli od obal. ... Včasih, nosijo svoje blago do Jurjana s kamelami do Bagdada. Saqlab sužnji prevajajo za njih. Trdijo, da so kristjani in plačajo jizya. 
V pripovedi Ibn Khordadbeh so Varjagi opisani kot "nekam iz Saqaliba", izraz običajno uporabljen za Slovane, anti-normanski učenjaki so razlagali so Varjagi Skandinavci. V razlagi normanskih učenjakov je bila beseda Saqaliba tudi pogosto uporabljena za vse zelo lasate, rdečkasto-polte prebivalce srednje, vzhodne in severovzhodne Evrope, tako da jezik Ibn Khordadbeha tukaj dvoumen.
Perzijski geograf Ahmed ibn Rustah je opisal skupnosti, ki živijo ob Volgi:
So jadrali s svojimi ladjami da pustošijo kot-Saqaliba (okolje Slovanov) in pripeljejo nazaj ujetnike, ki jim jih prodajajo Hazari in Volški Bolgari ... Nimajo posestev, naselij ali polj; njihova edina dejavnost je trgovanje s soboljevino (sibirska kuna), vevericami in drugim krznom in denar, ki ga dobijo v teh poslih pospravijo v svoje pasove. Njihova oblačila so čista, moški jih sami okrasijo z zlatimi trakovi okrog roke. S svojimi sužnji dobro ravnajo in jim nosijo lepe obleke, ker se ukvarjajo trgovino z veliko energije.
V 921-922 je bil Ahmed ibn Fadlan član diplomatske delegacije poslan iz Bagdada do Volške Bolgarije in je zapustil opis svojih osebnih stališč o regiji okrog Volge, ki trguje s krznom in sužnji. Johannes Brøndsted razlaga Ibn Fadlanov komentar kot pokazatelj, da ti Varjagi ohranjajo svoje skandinavske navade v zvezi z orožjem, kaznovanjem, pokopom in verskim žrtvovanjem. Opis Ibn Fadlana podrobno opisuje molitev in žrtvovanje za uspeh v trgovini.
Po drugi strani naj bi prišli pod tuje vplive v takih zadevah, kot je kostum mrtvega poglavarja in navada preobremenitve dvojih žensk z nakitom.

## Zaton
Volška trgovska pot je izgubila svoj pomen v 11. stoletju, zaradi upada srebrne proizvodnje v Abasidskem kalifatu in s tem pridobila večjo težo Trgovska pot od Varjagov do Grkov, ki je potekala vzdolž Dnepra do Črnega morja in Bizantinskega cesarstva. Islandska saga Yngvars saga víðförla opisuje ekspedicijo Švedov pod vodstvom Ingvarja Vittfarneja, ki se je začela okoli 1041 iz Švedske, ki je potovala navzdol po Volgi v deželo Saracenov (Serkland). Ekspedicija je bila neuspešna in potem ni bilo poskusov Skandinavcev, da bi ponovno odprli pot med Baltskim morjem in Kaspijskim jezerom.
Volška pot je igrala pomembno vlogo v notranji trgovini Zlate horde in kasneje med Moskovsko veliko kneževino in Tatarskim kanatom. Nekateri ruski trgovci so upali še dlje, kot Afanasy Nikitin, ki je po jadranju Volge od Tvera do Astrahana leta 1466, prečkal Kaspijsko jezero in na koncu dosegel Perzijo in Indijo. Mednarodna trgovina se je zmanjšala na Volgi šele po padcu Kazanskega kanata (1552) in Astrahana v 1556, ko je celotna dolžina Volge prišla pod rusko kontrolo. Toda reka je ohranila svoj pomen za trgovino na dolge razdalje, trgovino v Rusiji kot tudi med Rusijo in Iranom.